# Martin Marmon House

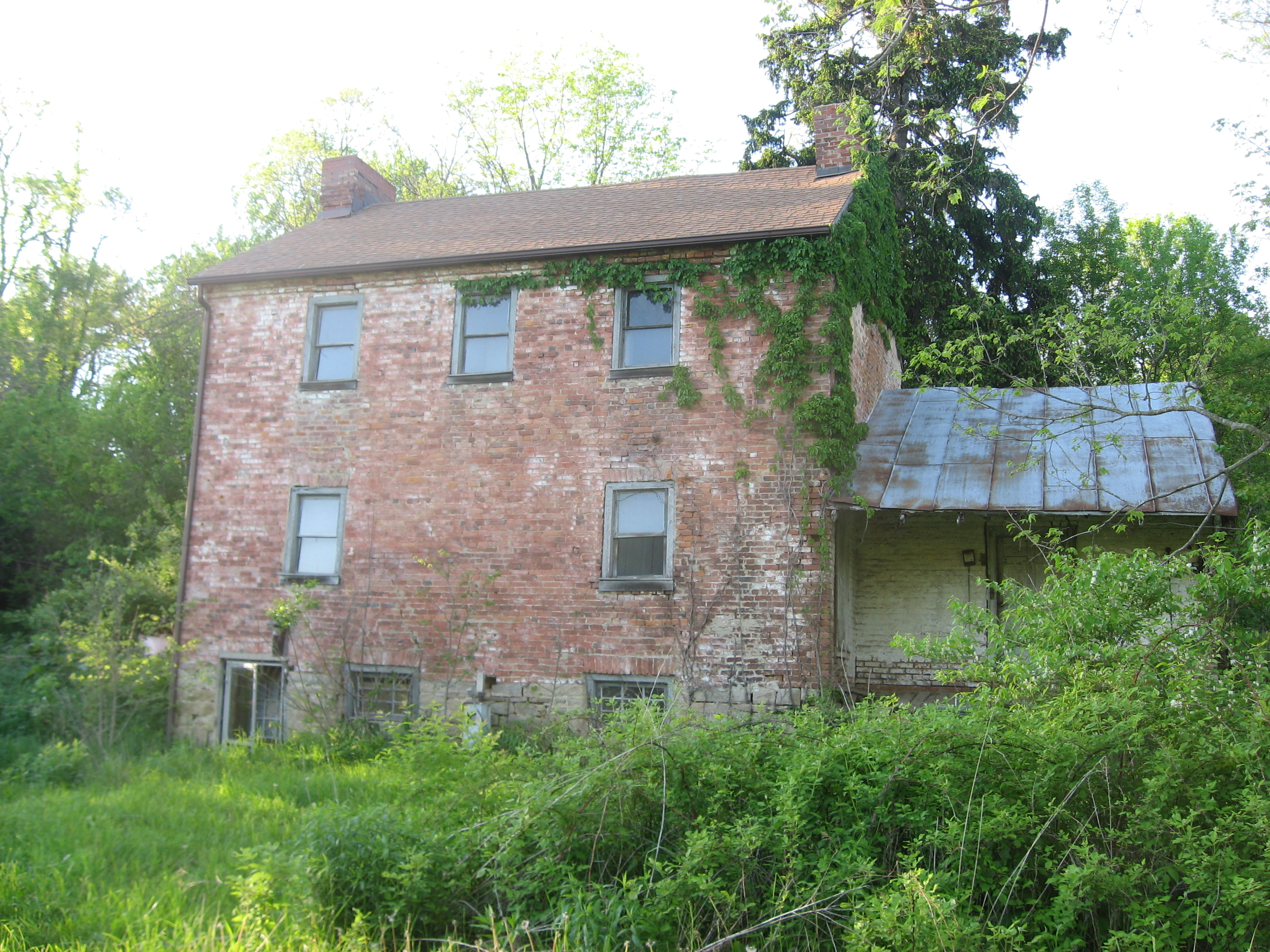
Rückseite des Hauses

Das Martin Marmon House ist ein historisches Wohnhaus in der Nähe von Zanesfield in der Jefferson Township des Logan County, Ohio in den Vereinigten Staaten. Es wurde um 1820 durch den Pionier Martin Marmon erbaut und ist eines der besterhaltenen Beispiele für die Architektur der Quäker.

## Geschichte
Martin Marmon war ein Quäker aus North Carolina. Er zog mit seinen beiden Söhnen und deren Familien 1805 aus Kentucky ins Zentrum Ohios, wo sie nach Isaac Zane die ersten Siedler in der Jefferson Township waren. Dieser hatte eine Frau aus dem Volk der Shawnee geheiratet und lebte in der Gegend. Dieser Umzug war typisch für die Quäker aus dem Süden, die in großer Zahl nordwärts zogen, um sich von dem Sklavereisystem in den Südstaaten abzuwenden. Ihre neue Heimat war sehr nahe am Territorium der Shawnee, nur ein kleines Stück südlich der Grenzlinie, die im Vertrag von Greenville festgelegt worden war. Zehn Jahre nach ihrer Ankunft kaufte Martin das Land, auf dem er siedelte, von seinem Bruder Robert, der ein wenig weiter östlich lebte. Auf diesem Land baute er sein Haus aus Backsteinen, in dem er für den Rest seines Lebens lebt.
Das Martin Marmon House war der Wohnsitz eines der führenden Persönlichkeiten der Gegend jener Zeit. Nachdem das Logan County 1818 aus dem Gebiet des Champaign Countys herausgelöst wurde, nahm Marmon mehrere Ämter in dem neugebildete County ein: er war 25 Jahre lang Schatzmeister der Jefferson Township und vier Jahre des Logan Countys, außerdem fünf Jahre lang County-Sheriff. Die Gebrüder Marmon traten auch bei der Religionsausübung hervor, da sie 1807 das Goshen Meeting of Friends begründeten, die heute als Goshen Friends Church die älteste noch bestehende Kirchengemeinde im Logan County ist.
Nach dem Tod Martin Marmons wurde seine Farm verkauft an David Springate, einem Briten aus Kent, der sich 1864 niederließ. Die Farm hatte zu jener Zeit eine Fläche von 153 Acre (rund 62 Hektar). Heute ist das Haus Bestandteil der Marmon Valley Farms, einer christlichen Einrichtung. Zuletzt diente sie 1971 als Wohnhaus. Das Marmon House wurde 1984 im Ohio Historic Inventory berücksichtigt, und am 20. Februar 1986 in das National Register of Historic Places aufgenommen. Es ist eines von vier Wohngebäuden im Logan County, das im Register geführt wird.

## Architektur
Neben seiner Rolle bei der Besiedlung des Marmon Valley ist das Marmon House bedeutend als seltenes Beispiel der nicht mehr bestehenden Architektur der Quäker und gilt als das besterhaltene Quäkerhaus in diesem Teil Ohios. Es ist typisch für ein Bauwerk aus jener Zeit, hinsichtlich seiner Gründung aus Stein, den aus Ziegelsteinen gemauerten zweieinhalb Stockwerken, die Anordnung der Fenster und die Lage der Kamine. Obwohl in der Umgebung etwa zur selben Zeit vier weitere Wohngebäude aus Backsteinen gebaut wurden, hat keines von ihnen die Integrität der Architektur des Marmon House bewahrt; das Robert Marmon House wurde umgebaut, zwei weitere wurden zerstört und das vierte entspricht einem anderen Architekturstil. Einige Veränderungen hat das Martin Marmon House dennoch erfahren: eine Sommerküche, die zu einem nichtbestimmten Zeitpunkt am östlichen Ende des Hauses angebaut wurde, die Installation von fließendem Wasser im Erdgeschoss sowie der Austausch des ursprünglichen Daches durch ein Blechdach. Auf dem Anwesen gibt es außerdem noch einen Schuppen und ein Kühlhaus über einer Quelle. Letzteres wurde deutlich verändert, der Schuppen jedoch ist ausreichend historisch, sodass er als Contributing Property geführt wird. Die Lage des Hauses ist etwas ungewöhnlich. Zwar verläuft der hier autobahnähnlich ausgebaute U.S. Highway 33 in der unmittelbaren Nähe und das Haus ist nur rund 30 m von der County Road 153 entfernt, so liegt es dennoch am Fuß eines Hügels inmitten von dichtgewachsenen Gehölzen.